# Lysavirus australiano de murciélago
El lisavirus australiano de murciélago (ABLV, del inglés australian bat lyssavirus) es un Lyssavirus emparentado con el virus de la rabia. Se identificó por primera vez en un zorro volador (Pteropus alecto) recogido cerca de Ballina, Nueva Gales del Sur, Australia, en enero de 1995. Puede causar enfermedad en humanos muy similar a la rabia. Se han descrito cuatro casos, todos en Australia y con resultado mortal, el último en julio de 2025.

## Transmisión
El lisavirus australiano de murciélago se ha detectado en la saliva y en el cerebro de murciélagos infectados. La enfermedad en humanos tiene lugar cuando una persona es mordida o arañada por un murciélago infectado. Teóricamente es posible que el virus penetre a través de una pequeña lesión en la piel ya existente, o bien por contacto con la mucosa de la boca o la nariz, si bien esta circunstancia sería excepcional.

## Síntomas
La sintomatología es indistinguible de la provocada por el virus de la rabia.

## Prevención
Es conveniente evitar entrar en contacto con cualquier especie de murciélago, sobre todo si el animal muestra signos de enfermedad y no puede volar. Únicamente personal experimentado y con la protección adecuada debe manipular murciélagos. Cualquier arañazo o mordedura debe notificarse al médico para realizar, si es necesario, profilaxis postexposición.